# Velika Ostrna
Velika Ostrna – wieś w Chorwacji, w żupanii zagrzebskiej, w mieście Dugo Selo. W 2011 roku liczyła 1271 mieszkańców.